# Ca2+ ATP가수분해효소
Ca2+ ATP가수분해효소(영어: Ca2+ ATPase) 또는 칼슘 ATP가수분해효소(영어: Calcium ATPase)는 근육이 수축한 후에 칼슘을 전달하는 P형 ATP가수분해효소의 한 형태이다. 다음과 같이 두 가지 종류의 Ca2+ ATP가수분해효소가 존재한다.
- 원형질막 Ca2+ ATP가수분해효소(영어: plasma membrane Ca2+ ATPase, PMCA)
- 근소포체 Ca2+ ATP가수분해효소(영어: sarcoplasmic reticulum Ca2+ ATPase, SERCA)

## 원형질막 Ca2+ATP가수분해효소 (PMCA)
원형질막 Ca2+ ATP가수분해효소(PMCA)는 세포에서 칼슘(Ca2+)을 제거하는 역할을 하는 세포의 원형질막의 수송 단백질이다. 원형질막 Ca2+ ATP가수분해효소는 세포 내 Ca2+의 양을 조절하는 데 중요하다. 실제로 원형질막 Ca2+ ATP가수분해효소는 모든 진핵세포에서 Ca2+을 제거하는 데 관여한다. 세포 내로 이온의 유입을 유도하는 Ca2+의 막횡당 전기화학적 기울기가 매우 크지만 적절한 세포 신호전달을 위해 세포가 낮은 농도의 Ca2+을 유지하는 것이 매우 중요하다. 따라서 세포가 Ca2+을 제거하기 위해 이온 펌프를 사용하는 것이 필요하다. 원형질막 Ca2+ ATP가수분해효소와 나트륨-칼슘 교환체(NCX)는 함께 세포 내 Ca2+ 농도의 주요 조절자이다. Ca2+을 세포 외 공간으로 수송하기 때문에 원형질막 Ca2+ ATP가수분해효소는 또한 세포 외 공간에서 칼슘 농도의 중요한 조절자이다.
|  |

원형질막 Ca2+ ATP가수분해효소는 아스파르틸 인산 중간생성물을 형성하는 P형 1차 이온 수송 ATP가수분해효소 계열에 속한다.
원형질막 Ca2+ ATP가수분해효소는 뇌를 비롯한 다양한 조직에서 발견된다.

## 근소포체 Ca2+ATP가수분해효소 (SERCA)
근육세포에서 Ca2+은 일반적으로 근소포체(SR)이라고 하는 특수한 형태의 소포체(ER)로 격리된다. 근소포체 Ca2+ ATP가수분해효소는 근육 이완 동안 ATP를 가수분해하면서 세포의 세포질로부터 근소포체 내강으로 Ca2+을 운반하는 Ca2+ ATP가수분해효소이다. 골격근에서 근소포체 막의 Ca2+ ATP가수분해효소는 원형질막의 유사한 Ca2+ ATP가수분해효소와 조화를 이루어 작동한다. 이것은 휴식 상태의 근육에서 유리 칼슘의 세포질 농도가 0.1µM 미만이 되도록 한다. 근소포체 Ca2+ ATP가수분해효소와 소포체 Ca2+ ATP가수분해효소는 구조와 메커니즘이 밀접하게 관련되어 있으며 둘 다 종양촉진제인 탑시가르긴에 의해 저해되어 원형질막 Ca2+ ATP가수분해효소에 영향을 미치지 않는다.

## 같이 보기
- 능동 수송
- ATP가수분해효소 (ATPase)
- 원형질막 Ca2+ ATP가수분해효소 (plasma membrane Ca2+ ATPase, PMCA)
- 근소포체 Ca2+ ATP가수분해효소 (sarcoplasmic reticulum Ca2+ ATPase, SERCA)